# Laïos
Ne pas confondre avec le LAIOS, Laboratoire d'anthropologie des institutions et des organisations sociales.
Pour les articles homonymes, voir Laïus.
Dans la mythologie grecque, Laïos (en grec ancien Λάϊος / Láïos, « le gauche ») est fils de Labdacos, roi de Thèbes, et père d'Œdipe.

## Mythe
Il n'a qu'un an à la mort de son père : la régence est confiée à son grand-oncle Lycos. Quand il atteint sa majorité, Laïos, au lieu de monter sur le trône, est chassé de Thèbes et trouve asile auprès du roi Pélops. Celui-ci lui confie son fils Chrysippe en lui demandant de lui apprendre l'art de conduire un char. Laïos s'éprend de son jeune élève, l'enlève pendant une course de chars et le viole. Accablé de honte, Chrysippe se serait pendu. Selon une autre version, il aurait été assassiné par ses demi-frères à la demande de leur mère Hippodamie. Pélops appelle alors sur Laïos la malédiction d'Apollon.
Après que Zéthos (qui régnait sur Thèbes avec son jumeau Amphion) s'est donné la mort, Laïos devient roi de Thèbes et épouse Jocaste. Mais un oracle à Delphes l'avertit que si un héritier mâle lui naît, celui-ci tuera son père et épousera sa mère. Laïos, prudent, se garde alors de toute relation avec son épouse. Une nuit pourtant, sous l'emprise de la boisson, il fait l'amour avec Jocaste. De leur union naît un fils : Œdipe. Pour conjurer l'oracle, il fait exposer l'enfant sur le mont Cithéron. Mais Œdipe est recueilli par un berger qui le confie au roi de Corinthe, Polybe, et élevé loin de Thèbes dans l'ignorance de son origine adoptée.
Des années plus tard, Œdipe apprend par l'oracle de Delphes que sa destinée est de tuer son père et d'épouser sa mère. Croyant être le fils naturel de Polybe, il décide de s'enfuir loin de Corinthe afin d'empêcher l'accomplissement de la prophétie. Lors de sa fuite, il croise Laïos sur une route étroite. Œdipe laisse passer le convoi du roi, mais un écuyer tue un de ses chevaux (dans une autre version, les deux personnages se querellent au moment de décider qui devra garer son char sur le côté pour laisser passer celui de l'autre). Une bagarre éclate alors dans laquelle Laïos est tué par son propre fils. Ainsi, la première partie de la malédiction s’accomplit.

## Postérité
Laïos a donné son nom à l'expression « faire un laïus », qui désigne le fait de prononcer un long discours creux.
Cela fait référence au concours d'entrée de l’École polytechnique, dont le sujet de 1804 demandait d'imaginer le dialogue entre Laïos et son fils, Œdipe, à propos de celui qui aurait la priorité alors qu'ils se croisaient sur la route. Ce sujet eut un vif succès, et les candidats, particulièrement inspirés, écrivirent de nombreuses pages de qualité variable, justifiant ainsi le sens de l'expression.

## Sources
- Pseudo-Apollodore, Bibliothèque [détail des éditions] [lire en ligne] (III, 5, 5-7).
- Dion Cassius, Histoire romaine [détail des éditions] [lire en ligne] (IV, 22).
- Pindare, Odes [détail des éditions] (lire en ligne) (Olympiques, II, 38).
- Sophocle, Œdipe roi [détail des éditions] [lire en ligne].